# Pequena Taça do Mundo de 1953 (inverno)
A edição de 1953 da Pequena Taça do Mundo, oficialmente Troféu Marcos Pérez Jiménez, foi a segunda do torneio amistoso de clubes europeus e sul-americanos disputado na Venezuela. Foi realizada durante o mês de fevereiro de 1953 e considerada a edição de inverno, já que, durante o mês de julho, uma versão seguinte da competição foi organizada, sendo classificada como edição de verão.
A disputa de inverno da Pequena Taça do Mundo de 1953 foi ganha pelo time colombiano Millonarios (que também havia jogado a edição anterior). 
O artilheiro da competição foi o astro do futebol Alfredo Di Stéfano, um dos melhores jogares da história do futebol.

## História
Esta edição, diferentemente de todas as outras, foi disputada no mês de fevereiro e participaram três equipes em vez de quatro. 
O torneio marca também o último jogo que Di Stéfano jogou pelo Millonarios, contra o Rapid Wien, da Áustria.

## Participantes
| Equipe      | | Classificação             |
| River Plate | | Campeão Argentino de 1952 |
| Rapid Wien  | Campeão Austríaco de 1952 e atual campeão do torneio mais importante da Europa Mitropa Cup de 1951 |                           |
| Millonarios | Campeão Colombiano de 1952                                                                         |                           |
| Espanyol    | |                           |

## Fórmula de disputa
Os 3 participantes jogaram em grupo único, todos contra todos, em turno e returno. O time que marcou mais pontos ao final do campeonato é declarado campeão.

## Campanha do campeão[carecede fontes?]
| 11 de fevereiro de 1953 | RCD Espanyol | 0 - 6 | Millonarios | Estádio Olímpico de Caracas |
|                         |              |       |             |                             |

| 13 de fevereiro de 1953 | Rapid Wien | 1 - 2 | Millonarios | Estádio Olímpico de Caracas Público: Árbitro: |
|                         |            |       |             |                                               |

| 15 de fevereiro de 1953 | River Plate | 1 - 5 | Millonarios                                                           | Estádio Olímpico de Caracas Público: 35.000 Árbitro: Benito Jackson |
|                         | Prado 19'   |       | Di Stéfano 12' 79' · Villaverde 34' · Antonio B¡ez 36' · Villalba 52' |                                                                     |

| 17 de fevereiro de 1953 | Millonarios    | 1 - 1 | River Plate  | Estádio Olímpico de Caracas Público: 35.000 Árbitro: Osorio |
|                         | Villaverde 12' |       | Vernazza 42' |                                                             |

| 19 de fevereiro de 1953 | Millonarios                                          | 4 - 0 | Rapid Wien | Estádio Olímpico de Caracas Público: 32.000 Árbitro: Benito Jackson |
|                         | Di Stéfano 6' 35' · Villaverde 15' · Happel (gc) 20' |       |            |                                                                     |

| 21 de fevereiro de 1953 | Millonarios | 4 - 0 | RCD Espanyol | Estádio Olímpico de Caracas |
|                         |             |       |              |                             |

| Time        | Pts | J | V | E | D | GP | GC | SG |
| ----------- | --- | - | - | - | - | -- | -- | -- |
| Millonarios | 11  | 6 | 5 | 1 | 0 | 22 | 3  | 11 |

## Campeão
| Pequena Taça do Mundo de 1953   |
| ------------------------------- |
| MILLONARIOS Campeão (1º título) |